# Elbeniopsis
Elbeniopsis is een geslacht van rechtvleugeligen uit de familie sabelsprinkhanen (Tettigoniidae). De wetenschappelijke naam van dit geslacht is voor het eerst geldig gepubliceerd in 1906 door Dohrn.

## Soorten
Het geslacht Elbeniopsis  is monotypisch en omvat slechts de volgende soort:
- Elbeniopsis callipygos (Dohrn, 1906)